# Boiacca
La boiacca è un impasto quasi liquido di cemento o di calce, utilizzata per vari scopi:
- in edilizia, per il fissaggio dei rivestimenti e per il riempimento delle fughe tra le piastrelle di una parete, tra i mattoni di un edificio o tra le basole di una pavimentazione stradale;
- per lubrificare il condotto di una pompa di calcestruzzo prima dell'operazione di pompaggio;
- con l'aggiunta di antiossidanti ("boiacca passivante"), fa da rivestimento protettivo ai tondini in ferro del cemento armato;
- può far parte dell'impermeabilizzazione nelle coperture;
- nel campo del restauro è utilizzata per il riempimento di piccole fenditure mediante iniezioni per il consolidamento di murature deteriorate.

## Etimologia
Il termine "boiacca" deriva dal dialetto romanesco "bujacca" (brodaglia), da cui "bujaccaro", a sua volta derivato dal francese bouillon ("brodo"), con suffisso dispregiativo.